# Олива (Кордова)
Олива (исп. Oliva) — город и муниципалитет в департаменте Терсеро-Арриба провинции Кордова (Аргентина), административный центр департамента.

## История
Долгое время это была пустынная местность. В 1886 году в этих местах были приобретены земельные участки. В 1890 году через эти земли была проведена железная дорога, и местная станция получила название «Олива» по фамилии владельца одного из земельных участков. Вокруг станции начал расти посёлок, и уже в 1900 году был образован муниципалитет.
В 1964 году Олива получил статус города.